# Cosmopolitan (Brasil)
Cosmopolitan (originalmente conhecida por Nova entre 1973 e 2015) é uma revista mensal do grupo SMEdit dedicada ao público feminino e integrante da rede internacional Cosmopolitan. Foi lançada no Brasil em setembro de 1973 sob o nome Nova e já integrando a rede internacional de revistas. Inicialmente publicada pela Editora Abril, a revista tinha uma tiragem mensal de aproximadamente 400 mil exemplares. Atualmente ela é editada no formato online. O conteúdo editorial de todas as edições é composto dos seguintes temas: Amor / Sexo, Vida / Trabalho, Gente Famosa, Beleza / Saúde e Moda / Estilo. Em 2015, foi rebatizada com o nome da matriz, Cosmopolitan (embora "Nova" permaneça no cabeçalho).
O perfil da leitora de Cosmo é o de uma mulher jovem, que trabalha fora e tem entre 18 e 49 anos, das classes A, B e C. Em 6 de agosto de 2018, foi anunciada a descontinuação da circulação impressa da revista.